# Xiphorhynchus triangularis
El trepatroncos dorsioliva (Xiphorhynchus triangularis) es una especie de ave paseriforme de la familia Furnariidae, subfamilia Dendrocolaptinae, perteneciente al numeroso género Xiphorhynchus. Es nativa de las regiones montañosas y andinas del norte, noroeste y oeste de Sudamérica. 

## Nombres comunes
Aparte de trepatroncos dorsioliva (en Ecuador), también se le denomina trepatroncos perlado (en Colombia), trepador de dorso oliva (en Perú), trepador lomiaceituno (en Venezuela) o trepatroncos olivo.

## Distribución y hábitat
Se distribuye desde el norte de Venezuela, hacia el oeste y sur por las tres cordilleras de Colombia, y a lo largo de la cordillera de los Andes de Ecuador, Perú, hasta el centro de Bolivia.
Esta especie es considerada poco común en sus hábitats naturales: las selvas húmedas montanas y sus bordes, entre los 1000 y 2400 metros de altitud.

## Sistemática

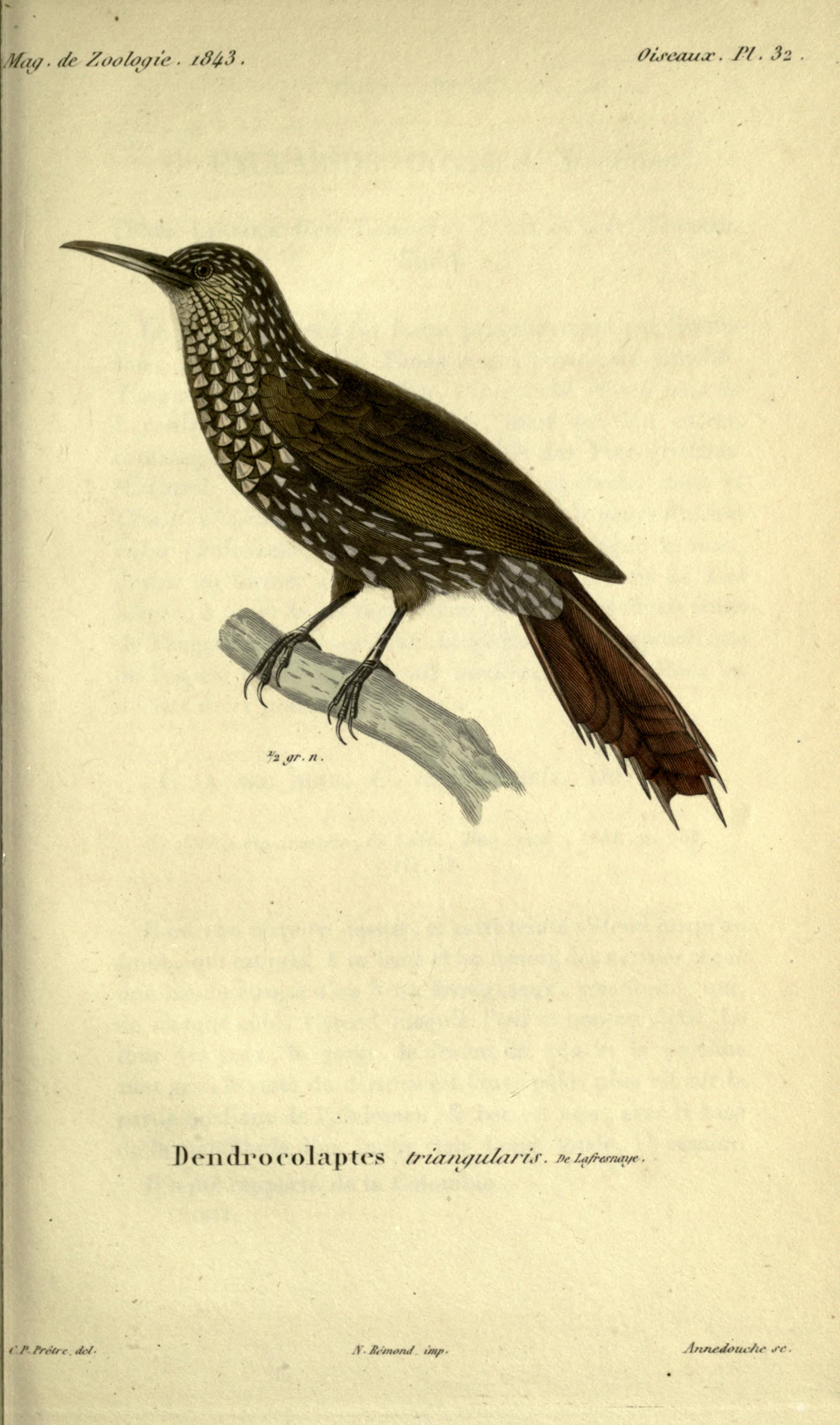
Dendrocolaptes triangularis = Xiphorhynchus triangularis, ilustración de Prêtre en Magasin de Zoologie, 1843.

### Descripción original
La especie X. triangularis fue descrita por primera vez por el naturalista francés Frédéric de Lafresnaye en 1842 bajo el nombre científico Dendrocolaptes triangularis; su localidad tipo es: « Bolivia; error = “Santa Fe de Bogotá”, Colombia».

### Etimología
El nombre genérico masculino «Xiphorhynchus» se compone de las palabras del griego «ξιφος xiphos»: espada, y «ῥυγχος rhunkhos»: pico; significando «con pico en forma de espada»;  y el nombre de la especie «triangularis», se compone de las palabras del latín «tres»: árbol y «angulus»: ángulo, rincón.

### Taxonomía
Es especie hermana de Xiphorhynchus erythropygius, y algunas veces han sido consideradas conespecíficas, pero el tratamiento como especies separadas es soportado por evidencias moleculares, vocalizaciones diferentes y aparente ausencia de intergradación y substitución altitudinal donde sus zonas se aproximan (muy limitada simpatría en la pendiente occidental de los Andes del suroeste de Colombia y oeste de Ecuador). La subespecie propuesta X. t. distinctus Todd, 1948 (Andes occidentales de Colombia) se incluye en la nominal; la subespecie hylodromus difiere ligeramente de la nominal, pero son geográficamente disjuntas; intermedius intergrada con bangsi en el sureste de Perú, por lo cual podría ser no distinguible.

### Subespecies
Según las clasificaciones del Congreso Ornitológico Internacional (IOC) y Clements Checklist/eBird v.2019 se reconocen cuatro subespecies, con su correspondiente distribución geográfica:
- Xiphorhynchus triangularis hylodromus Wetmore, 1939 – cordillera de la Costa y montañas interiores del norte de Venezuela (Andes en Trujillo y sureste de Lara, Yaracuy hacia el este hasta Miranda y Distrito Federal).
- Xiphorhynchus triangularis triangularis (Lafresnaye, 1842) – Andes del oeste de Venezuela (Zulia, suroeste de Táchira, Mérida), Colombia (Andes occidentales, centrales y orientales excepto en el oeste de Nariño), este de Ecuador y norte de Perú (al norte del río Marañón).
- Xiphorhynchus triangularis intermedius Carriker, 1935 – ladera oriental de los Andes del centro y sureste de Perú (Pasco, Junín, Cuzco).
- Xiphorhynchus triangularis bangsi Chapman, 1919 – laderas orientales de los Andes del sureste de Perú al sur hasta el centro de Bolivia (La Paz, Cochabamba, oeste de Santa Cruz).